# Rue Vinâve
Ne doit pas être confondu avec Vinâve d'Île.
La rue Vinâve est une artère ancienne de la section de Grivegnée dans la ville belge de Liège.

## Histoire
Prolongeant les rues Basse-Wez, Haute-Wez et Belvaux, la rue Vinâve est une voie ancienne (vraisemblablement antérieure au XVIIIe siècle) de Grivegnée reliant le pont d'Amercœur à Liège à la localité voisine de Chênée.

## Description
Avec une longueur d'environ 635 m, cette rue relie la rue Belvaux et la place de la Liberté à la rue Large. Elle compte environ 150 immeubles. La rue comprend quelques courbes. Une étroite rue perpendiculaire à la rue principale, d'une longueur d'environ 85 mètres et rejoignant la rue de l'Ancienne École, est aussi répertoriée comme la rue Vinâve.

## Toponymie
Vinâve vient du wallon vinåve et signifie voisinage, alentours (ou encore quartier, rue principale). Dans le centre de Liège, Vinâve d'Île a la même origine.

## Architecture et patrimoine
La Tour du Haut-Vinâve a été érigée vraisemblablement vers 1400 et se trouve au no 50, dans la partie perpendiculaire à la rue principale,
Les immeubles situés aux nos 47, 54/56, 98 et 121/123 sont repris à l'inventaire du patrimoine immobilier culturel de la Wallonie.
Un crucifix se situe au carrefour avec la rue Jules Cralle.

## Rues adjacentes
- Rue Belvaux
- Place de la Liberté
- Rue du Fourneau
- Rue Dessus-l'Église
- Rue Jules Cralle
- Rue de la Vieille Tour
- Rue du Travail
- Rue des Artisans
- Rue de l'Ancienne École
- Cour Goffinet
- Cour Evrard
- Rue Large

### Source et bibliographie
- Yannik Delairesse et Michel Elsdorf, Le nouveau livre des rues de Liège, Liège, Noir Dessin Production, décembre 2008, 2e éd. (1re éd. 2001), 512 p. (ISBN 978-2-87351-143-2 et 2-87351-143-5, présentation en ligne), page 134